# Zendesk
Zendesk Inc.是一家美国顾客服务软件公司，总部位于美国加利福尼亚州旧金山。Zendesk于2007年在丹麦哥本哈根成立。2014年4月，它收购了位于新加坡的即时聊天软件供应商Zopim。通過收购Zopim，Zendesk开始向人工智能聊天领域进军。該公司於2014年5月在纽约证券交易所上市，股票代码为ZEN，是罗素2000指数的成份股。